# Save the Last Dance 2
Série Save the Last Dance
Save the Last Dance
(2001)
Pour plus de détails, voir Fiche technique et Distribution.
Save the Last Dance 2 ou Née pour danser 2 au Québec (Save the Last Dance 2) est un film de romance musical américain réalisé par David Petrarca, sorti directement en vidéo en 2006. Il fait suite à Save the Last Dance.

## Fiche technique
Sauf indication contraire, les informations mentionnées dans cette section peuvent être confirmées par les bases de données cinématographiques IMDb et Allociné,  présentes dans la section « Liens externes ».
- Titre original : Save the Last Dance 2
- Titre français : Save the Last Dance 2 ou Née pour danser 2
- Titre québécois : Née pour danser 2
- Réalisation : David Petrarca
- Scénario : Kwame Nyanning, d'après les personnages créés par Duane Adler
- Musique : Derek Brin
- Direction artistique : Barry Isenor
- Décors : Taavo Soodor
- Costumes : Gersha Phillips
- Photographie : David A. Makin
- Son : Kevin Patrick Burns
- Montage : Trudy Ship
- Production : Eric Hetzel
  - Production déléguée : Robert W. Cort
  - Coproduction : Brian Campbell
- Sociétés de production : MTV Films et Paramount Home Entertainment
- Société de distribution : Paramount Home Entertainment (États-Unis - DVD)
- Budget : 5 millions de $ (estimation)[1]
- Pays d'origine :  États-Unis
- Langue originale : anglais
- Format[2] : couleur - 1,85:1 (Panavision)
- Genre : romance, drame et film de danse
- Durée : 90 minutes
- Dates de sortie[3] :
  - États-Unis : 10 octobre 2006 (sortie directement en vidéo)
  - France : 27 mars 2007 (sortie directement en DVD)[4]
- Classification[5] :
  - États-Unis : Accord parental recommandé, film déconseillé aux moins de 13 ans (PG-13 - Parents Strongly Cautioned)[Note 1].
  - France : Tous publics

## Distribution
- Izabella Miko : Sara Johnson
- Columbus Short : Miles Sultana
- Jacqueline Bisset (VF : Évelyn Séléna) : Monique Delacroix
- Maria Brooks : Katrina
- Aubrey Dollar : Zoe
- Ian Brennan : Franz
- Tre Armstrong : Candy
- Seana McKenna : Simone Eldair
- Ne-Yo : Mixx
- Diane Fabian : Bella, la pianiste
- Robert Allan : Paul
- Matt Watling : Marcus
- Evan Williams : Shane
- Brendan Wall : Nigel
- Michael Hanrahan : M. Stills